# Queens Plaza (línea Queens Boulevard)
Queens Plaza es una estación en la línea Queens Boulevard del Metro de Nueva York de la División B del Independent Subway System (IND). La estación se encuentra localizada en Long Island City, Queens entre Queens Plaza, la Avenida Jackson y Northern Boulevard. La estación es servida en varios horarios por diferentes trenes del servicio ,  y .